# Zygfryd z Westerburga
Zygfryd z Westerburga (ur. ok. 1235, zm. 7 kwietnia 1297) – arcybiskup Kolonii i książę-elektor Rzeszy od 1275.

## Życiorys
Zygfryd był kanonikiem katedralnym w Kolonii, a od 1259 prepozytem kapituły katedralnej w Moguncji. Gdy w 1274 zmarł arcybiskup Kolonii Engelbert z Falkenburga, większość kapituły kolońskiej dokonała wyboru na opróżnione stanowisko pochodzącego z rodziny hrabiów Bergu Konrada. Jednak to Zygfryd objął to stanowisko dzięki poparciu króla Niemiec Rudolfa I Habsburga, papieża Grzegorza X i prepozyta kolońskiej kapituły katedralnej. 3 kwietnia 1275 Zygfryd został wyświęcony na biskupa osobiście przez papieża (prawdopodobnie w Lyonie), a kilka tygodni później otrzymał inwestyturę z rąk królewskich w Brukseli.
Arcybiskupie księstwo w chwili objęcia przezeń władzy było w trudnej sytuacji politycznej. Zygfryd zamierzał przywrócić jego potęgę. Doprowadził do ułożenia stosunków z miastem Kolonia: uwolnił je z interdyktu, który został ogłoszony za czasów jego poprzednika, i obiecał szanować jego prawa. Zdołał też dzięki pozyskaniu sojuszników pokonać lokalnych oponentów w Nadrenii i Westfalii – przede wszystkim hrabiów Bergu i Jülich. Wykorzystał w tym śmierć hrabiego Jülich Wilhelma IV zabitego w Akwizgranie i opanował przejściowo większość jego dóbr. Jednak w 1282 poniósł niepowodzenie w sporze z królem o Essen i Kaiserswerth.
W latach 80. XII w. wybuchł konflikt o sukcesję w księstwie Limburgii. Konkurentami do tytułu książęcego byli hrabia Geldrii Renald I i książę Brabancji Jan I (który odkupił prawa do tronu od hrabiego Bergu Adolfa). Po stronie Jana stanęli przeciwnicy arcybiskupa – hrabiowie Bergu, Jülich i Mark, a także mieszczanie Kolonii, niezadowoleni z fortyfikacji w Worringen. Arcybiskup poparł Renalda, a poprzez zwycięstwo w konflikcie chciał zapewnić sobie dominującą pozycję w tej części Rzeszy. Wojna zakończyła się bitwą pod Worringen 5 czerwca 1288, w której Renald i Zygfryd ponieśli klęskę. Zygfryd na blisko rok trafił do niewoli u hrabiego Bergu Adolfa V. Bitwa oznaczała koniec dominacji arcybiskupów w tym regionie Rzeszy i usamodzielnienie się zdominowanych dotąd przez nich lokalnych hrabiów i książąt, jak również ostateczne uwolnienie się spod arcybiskupiej dominacji miasta Kolonii.
Po śmierci Rudolfa Habsburga w 1291 Zygfryd wysunął na króla Niemiec kandydaturę swojego towarzysza spod Worringen, Adolfa z Nassau. Gdy ten został wybrany, Zygfryd służył mu w wielu misjach dyplomatycznych. Gdy jednak wystąpił zbrojnie wobec swych przeciwników, szukając zemsty za klęskę pod Worringen, wywołało to niezadowolenie króla. 
Został pochowany w katedrze w Bonn.